# Río Ankobra
El Ankobra es un río del sur de Ghana. Nace al noreste de Wiawso y fluye por cerca de 209 km hacia el sur hasta el golfo de Guinea, justo al oeste de Axim. Sus principales afluentes son el Mansi y el Bonsa. La mayor parte de su cuenca hidrográfica se encuentra limitada por la del Tano en su zona occidental.
- Datos: Q557411
- Multimedia: Ankobra River / Q557411